# سوسکچه‌های نخستین سیروتیفوس
سوسکچه‌های نخستین سیروتیفوس(نام علمی: Cyrotyphus) نام یک سرده از زیرخانواده سوسکچه‌های نخستین بلینا است.